# Лумбозеро
Лу́мбозеро (карел. Lumatjärvi) — деревня в составе Коткозерского сельского поселения Олонецкого национального района Республики Карелия.

## Общие сведения
Расположена на южном берегу озера Лумбозеро вблизи автотрассы «Кола».

## Население
Численность населения в 1905 году составляла 80 человек.
| 2002 | 2009 | 2010 | 2013 |
| ---- | ---- | ---- | ---- |
| 9    | ↘3   | ↗4   | →4   |

## Известные уроженцы
- Дубинина, Зинаида Тимофеевна (1934—2022) — карельская поэтесса, переводчик.